# Asesinatos de Colonial Parkway

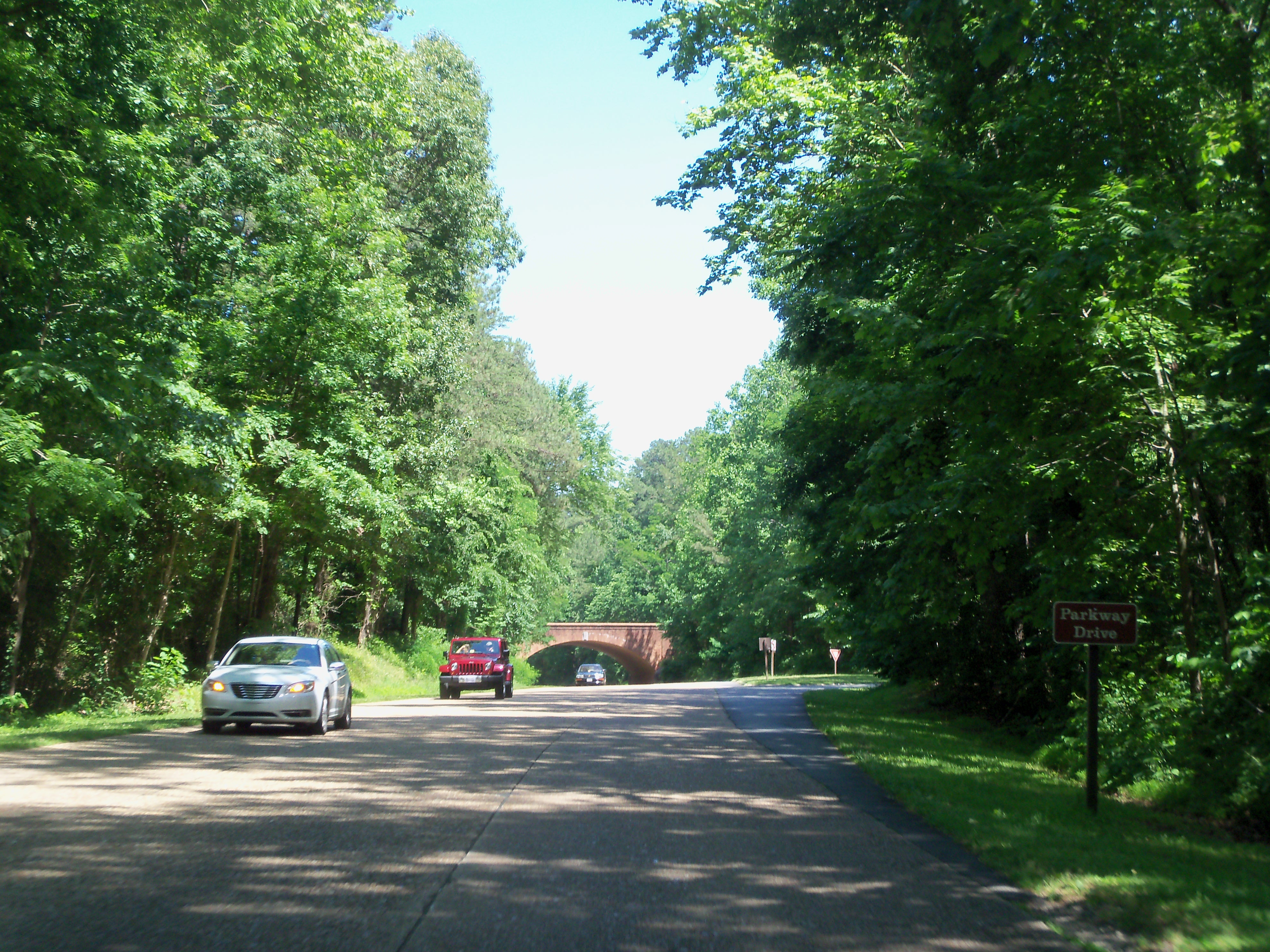
Vía principal de Colonial Parkway.

Los asesinatos de Colonial Parkway hacen referencia al asesinato de al menos ocho personas, presuntamente por un asesino en serie no identificado, a lo largo de la vía verde de Colonial (Colonial Parkway), en la Mancomunidad de Virginia (Estados Unidos), entre 1986 y 1989. Durante ese tiempo, tres parejas fueron asesinadas, desconociéndose el paradero de una cuarta.

## Víctimas

### Primera pareja (1986)
Las dos primeras víctimas conocidas fueron Cathleen Thomas (27 años), graduada en la Academia Naval de los Estados Unidos, y Rebecca Ann Dowski (21 años), estudiante de último año del College of William and Mary. El 12 de octubre de 1986, el fin de semana de la festividad por el Día de Colón, sus cuerpos fueron encontrados dentro del Honda Civic de 1980 propiedad de Cathleen, estacionado en el Cheatham Annex de la vía verde, próximo a la localidad de Williamsburg. La autopsia de las jóvenes encontró quemaduras de cuerda en cuello y muñecas, signos de estrangulamiento, corte en la carótida e impregnación de combustible diésel sobre los cuerpos y el automóvil. Esto último quizá con el propósito de incendiar el vehículo y borrar las huellas del crimen, si bien dicho propósito quedó malogrado. Sus bolsos, con enseres, propiedades y dinero, fueron encontrados dentro del Civic. Parece que Thomas pudo haber luchado con su atacante cuando más tarde se encontró un mechón de cabello entre sus dedos. Ambas mujeres estaban completamente vestidas y no había evidencia de robo o agresión sexual. Fue considerado un asesinato.

### Segunda pareja (1987)
El 20 de septiembre de 1987, David Knobling (20 años) y Robin Edwards (14 años) fueron asesinados a tiros en el refugio de vida silvestre Ragged Island, en la costa sur del río James, cerca de la población de Smithfield- La camioneta Ford Ranger negra de Knobling fue encontrada en el área de estacionamiento del refugio al lado del puente próximo al río con los limpiaparabrisas y la radio encendidos y algunas prendas de ropa dentro. Tres días después, los dos cuerpos fueron descubiertos por el padre de Knobling y un grupo de búsqueda a lo largo de la orilla del río.

### Tercera pareja (1988)
El 10 de abril de 1988, la pareja formada por los estudiantes de la Universidad Christopher Newport, Cassandra Lee Hailey (18 años) y Richard Keith Call (20 años), fueron reportados como desaparecidos tras asistir a una fiesta universitaria en Newport News. Era su primera cita juntos. El Toyota Celica rojo de 1982 de Call fue encontrado, con solo algunas prendas de sus ropas, en un paso alto del río York al día siguiente. Sus cuerpos nunca se encontraron, presumiéndose que fueran asesinados.

### Cuarta pareja (1989)
El 5 de septiembre de 1989, justo después del fin de semana del Labor Day, Annamaria Phelps (18 años) y Daniel Lauer (21 años), desaparecieron mientras se dirigían a Virginia Beach. Phelps había estado saliendo con el hermano de Lauer cuando desaparecieron. El vehículo de Lauer, un Chevrolet Nova dorado de 1972, fue encontrado abandonado en la parada de descanso New Kent I-64 en el condado de New Kent. Se encontraba bastante lejos de su destino pretendido, habiendo cogido una dirección equivocada. El 19 de octubre de 1989, los cuerpos esqueletizados de Phelps y Lauer fueron encontrados en una zona boscosa por cazadores a lo largo de la Interestatal 64 entre Williamsburg y Richmond, capital del estado. Los cazadores descubrieron los cuerpos en un camino forestal cerca de Courthouse Road, a poca distancia de la parada de descanso donde se encontró el coche de Lauer. Al menos uno de los cuerpos, gravemente descompuesto, parecía haber sufrido heridas de cuchillo.
En 2010, se descubrió una nota en una caja tomada años antes de la habitación de Annamaria Phelps. La nota, sin fecha y supuestamente escrita por la joven, indicaba que iba a encontrarse con alguien en una camioneta azul en una parada de descanso. No se sabe si ese fue el motivo por el que el vehículo se hallaba yendo en dirección contraria a Virginia Beach. Mientras que la policía del estado de Virginia afirma que la información en esta nota fue examinada previamente, uno de los investigadores de la policía estatal que trabajaba durante los asesinatos de Phelps-Lauer en 1989 le dijo a un reportero de televisión de WAVY-TV que él "no estaba al tanto de la existencia de dicha nota".

## Cobertura mediática

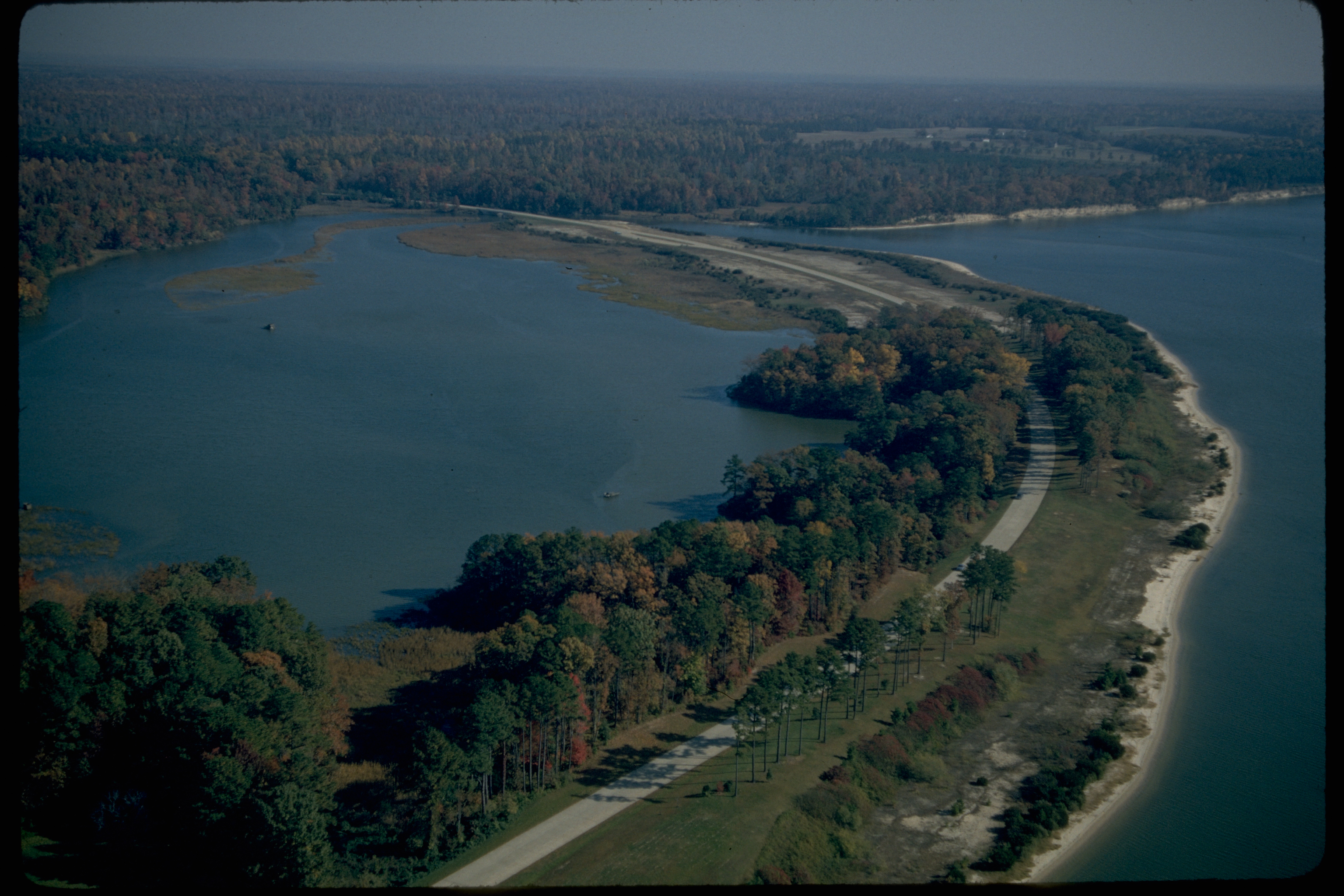
Vista aérea de la vía verde atravesando el parque nacional.

En 1996, el caso sin resolver de los asesinatos de Colonial Parkway se presentó en la televisión nacional en el programa Real Stories of the Highway Patrol.
En 2007, la desaparición y el presunto asesinato de Cassandra Hailey y Keith Call apareció en el programa Sensing Murder de la cadena Investigation Discovery, en el que participaron investigadores y los psíquicos Pam Coronado y Laurie Campbell para obtener nuevos conocimientos sobre los crímenes. El programa mencionó que su desaparición podía quedar correlacionada con el resto de asesinatos de Colonial Parkway. La psíquica Pam Coronado sintió que todos los asesinatos estaban relacionados, pero que la ubicación de los vehículos no era donde ocurrió la violencia real. En 2013 el caso volvió a ser retransmitido en la cadena.
En 2008, E! Entertainment Television presentó un documental de larga duración, THS Investigates Serial Killers on the Loose, que presentaba un segmento sobre los asesinatos de Colonial Parkway.
Entre octubre y noviembre de 2015, los asesinatos aparecieron en una serie de podcast de tres partes producida por periodistas estudiantes del College of William & Mary, universidad en la que había estudiado Rebecca Ann Dowsk, una de las víctimas en 1986. Al año siguiente, un nuevo programa de radio lanzó una serie documental en podcast dedicando cada entrega a cada uno de los homicidios dobles de Colonial Parkway.
En octubre de 2016, hubo una amplia cobertura mediática en Virginia por el 30.º aniversario de los asesinatos de Colonial Parkway, con una presentación multimedia de 8 partes publicada por el periódico Daily Press.
En septiembre de 2009, la cadena WTKR, afiliada de CBS News, descubrió que cerca de 80 fotografías altamente gráficas de la escena del crimen de víctimas de asesinatos de Colonial Parkway fueron utilizadas para instruir a una clase por un ex fotógrafo del FBI retirado fallecido poco después de conocerse. El exreportero de investigación de la WTKR, Mike Mather, descubrió que gran parte de las evidencias almacenadas durante más de dos décadas aún no habían sido analizadas y cotejadas, impidiendo así rastrear nuevas pruebas.
En 2010, un equipo del FBI de la central de Norfolk, así como personal de la sede central, se reunió con las familias de las víctimas.
En junio de 2010, las familias solicitaron la asistencia de un detective de homicidios retirado del Departamento de Policía de Milwaukee, Steve Spingola. En 2010, Spingola publicó Predators on the Parkway, un artículo de 29 páginas que detallaba sus hallazgos. Spingola propuso que los asesinatos eran obra de diferentes asesinos, especialmente los asesinatos de Cathleen Thomas y Rebecca Dowski. Spingola creía que los crímenes de Thomas-Dowski estaban directamente relacionados con la muerte de Lollie Winans y Julie Williams, quienes fueron encontradas con sus gargantas cortadas en el parque nacional de Shenandoah, a 290 kilómetros al oeste de Colonial Parkway, en 1996.